# Safed
Safed (hebrejsko צְפַת) je mesto na severu Izraela. Skupaj z Jeruzalemom, Hebronom in Tiberiasom je edno izmed Štirih svetih mest v judovski kulturi. Z 800 metri povprečne nadmorske višine ja najvišje ležečo mesto pokrajine Galileje.

## Zgodovina
V svetopisemskih besedilih je Safed omenjeno kot kraj, ki je bil pripisan sinu Jakoba. V judovskih literaturah se kraj omeni v Srednjem veku. Legenda govori o tem, da je Safed ustanovil sin Noeta, po velikem Vesoljem potopu.
Znan je postal zlasti v 16. stoletju, ko je bil tu ustanoveljen center judovskih študij. Od leta 1577 so v kraju tiskali besedila v hebrejskem jeziku.
Novodobni konflikti med judovskimi in arabskimi prebivalci so pripeljali do vrelišča leta 1929, ko je bilo v kraju umorjenih 20 Judov.

## Demografija
Leta 2008 je Safed štel 32.000 prebivalcev. Po popisu krajevnega prebivalstva leta 2001 je bilo med prebivalci 99.2% Judov, arabske in druge skupnosti so številčno zamemarljive.
Kar 43.2% prebivalcev mesta je bilo starosti manj kot 19 let, 13.5% med 20 in 29, 17.1% med 30 in 44, 12.5% od 45 do 59, 3.1% od 60 do 64, in 10.5% 65 let ali več. S tem se Safed uvršča med demografsko mlada mesta.

## Kultura
V letu 1950 in 1960 je bil Safed Izraelska kulturna prestolnica leta. V mestu se nahaja več umetniško - kulturnih muzejev in galerij ter glasbenih klubov, ki so dosegli višek popularnosti med omenjenima letnicama.